# Hemsjön (Gunnarsjö socken, Västergötland)
Hemsjön är en sjö i Varbergs kommun i Västergötland och ingår i Viskans huvudavrinningsområde.